# Медаль «За заслуги в освобождении Рима»
Медаль «За заслуги в освобождении Рима в 1849—1870 годах» (итал. Medaglia ai benemeriti della Liberazione di Roma 1849-1870) — награда Королевства Италия, присуждаемая участникам Итальянских войн за независимость в военных действиях направленных на захват и удержание Рима.

## История
Медаль была учреждена Временным правительственным советом Рима декретом от 28 сентября 1870 года, на следующий день после взятия Рима, для награждения тех, кто достойно проявил себя в подготовке к обороне и штурму Рима в период с 1849 по 1870 год.
Он был изготовлен в золоте (всего 2 экземпляра), в серебре (24 выжившим в сражении у Вилла Глори и наиболее выдающимся деятелям Рисорджименто), а также в бронзе (для всех солдат, принимавших участие в этой кампании).

## Знаки отличия

### Медаль
Медаль представляет собой золотой, серебряный или бронзовый диск. 
На аверсе щит с гербом Рима, увенчанный капитолийской волчицей и на две скрещенные фасции и дубовый венок. 
На реверсе в центре надпись «ROMA VENDICATA AI ITS LIBERATORS», заключённая в дубовый венок.

### Лента
Лента выполнена в цветах герба города Рима: шесть красных полос, чередующихся с пятью жёлтыми полосами.

### Стяжки
Лента могла быть дополнена бронзовыми стержнями, указывающими на годы кампании, в которой он служил. Бары были разрешены в 1848, 1849, 1867, 1870 годах.